# Constance Chaillet
Pour les articles homonymes, voir Chaillet.
Constance Chaillet est une journaliste, critique littéraire et écrivaine française. 

## Parcours
Elle a été élève au lycée Molière (Paris). Journaliste à Madame Figaro, elle est chroniqueuse dans diverses émissions de télévision littéraires, dont Field dans ta chambre et Ça balance à Paris sur Paris Première. Sa liberté de ton ne correspondant plus à la ligne de l'émission Ça balance à Paris reprise par Laurent Ruquier, elle en démissionne en octobre 2005.
Après un passage sur Europe 1 à partir de septembre 2006, elle rejoint l'équipe de la nouvelle émission de Laurent Ruquier On n'a pas tout dit à la rentrée 2007 sur France 2 pour assurer des critiques littéraires.
Elle écrit aussi plusieurs romans. 
Elle participe à des émissions sur Europe 1 en tant que chroniqueuse littéraire : Café culture en 2010, Après la plage en été 2011 et Rendez vous à l'hôtel depuis la rentrée 2011.

## Publications
- Constance Chaillet, Petits agacements en tout genre, Monaco/Paris, Rocher (Editions du), 1998, 156 p. (ISBN 2-268-03042-3)
- Petits Formats, éditions du Rocher, 2000
- Notes de services, éditions du Rocher, 2002